# Teodoro del Olmo
Teodoro del Olmo Martínez (Almazán, 5 de julio de 1881 - Barcones, 16 de agosto de 1936) fue un médico y político socialista español, víctima de la represión del bando franquista durante la Guerra Civil.
Licenciado en Medicina por la Universidad de Valladolid y doctorado en la Central de Madrid, se estableció como médico en su localidad natal. Miembro del Partido Socialista Obrero Español (PSOE), representó al mismo como delegado en el congreso de 1932, siendo candidato a diputado en Cortes en las elecciones generales de 1933 sin resultar elegido. Designado alcalde de Almazán en 1936, con el golpe de Estado de julio que dio lugar a la Guerra Civil fue detenido y ejecutado por los sublevados en una carretera próxima a Barcones.